# Debra Mooney
Debra Mooney (* 28. August 1947 in Aberdeen, South Dakota, als Debra Vick) ist eine US-amerikanische Schauspielerin.

## Leben
Mooney wuchs in Ellendale, North Dakota auf. Sie graduierte an der Universität von Minnesota.
Ihre Filmkarriere begann 1979 mit der Neil-Simon-Komödie Das zweite Kapitel. Sie spielte danach in einigen bekannten Kinofilmen, wechselte in den 90er Jahren dann aber zum Fernsehen, wo sie in großen und kleinen Gastrollen in zahlreichen Fernsehserien wie z. B. Roseanne, Eine starke Familie, Der Prinz von Bel-Air oder Emergency Room – Die Notaufnahme zu sehen war. Ihre bekannteste Rolle war die der Edna Abbott-Harper in der Serie Everwood.
Mooney ist mit dem Bühnen-Regisseur und Produzenten Porter Van Zandt verheiratet.

## Filmografie (Auswahl)
- 1979: Das zweite Kapitel (Chapter Two)
- 1982: Tootsie
- 1988: Zu jung, ein Held zu sein (Too Young the Hero, Fernsehfilm)
- 1989: Der Club der toten Dichter (Dead Poets Society)
- 1990: Roseanne (Fernsehserie, vier Folgen)
- 1993: Seinfeld (Fernsehserie, eine Folge)
- 1995: Party of Five (Fernsehserie, eine Folge)
- 1995: Verrückt nach dir (Mad About You, Fernsehserie, eine Folge)
- 1995–1996: Kirk (Fernsehserie, 31 Folgen)
- 1996: Ellen (Fernsehserie, eine Folge)
- 1999: Emergency Room – Die Notaufnahme (ER, Fernsehserie, eine Folge)
- 1999: Was bleibt mir übrig… (Silk Hope, Fernsehfilm)
- 2000–2003: Practice – Die Anwälte (The Practice, Fernsehserie, sieben Folgen)
- 2001: Tödliches Vertrauen (Domestic Disturbance)
- 2001: Für alle Fälle Amy (Judging Amy, Fernsehserie, eine Folge)
- 2002–2003: Alle lieben Raymond (Everybody Loves Raymond, Fernsehserie, drei Folgen)
- 2002–2006: Everwood (Fernsehserie, 89 Folgen)
- 2006: Das Geheimnis der Meerjungfrau (The Mermaid Chair, Fernsehfilm)
- 2007: Private Practice (Fernsehserie, eine Folge)
- 2008: Pushing Daisies (Fernsehserie, eine Folge)
- 2009–2010, 2015–2018, 2020–2022: Grey’s Anatomy (Fernsehserie, 12 Folgen)
- 2011: Weeds – Kleine Deals unter Nachbarn (Weeds, Fernsehserie, zwei Folgen)
- 2011: The Mentalist (Fernsehserie, eine Folge)
- 2011: Bones – Die Knochenjägerin (Bones, Fernsehserie, Folge 6x23 Vom Vergehen und werden)
- 2012–2013, 2017: Scandal (Fernsehserie, 11 Folgen)
- 2013–2018: Arrested Development (Fernsehserie, 5 Folgen)
- 2014: Parks and Recreation (Fernsehserie, eine Folge)
- 2015–2017: The Originals (Fernsehserie, 8 Folgen)
- 2017: This Is Us – Das ist Leben (This Is Us, Fernsehserie, Folge 1x18)
- 2022: Inventing Anna (Fernsehserie, 3 Folgen)